# Apache Phoenix
Apache Phoenix est un moteur de base de données relationnel open source, massivement parallèle, supportant OLTP pour Hadoop utilisant Apache HBase comme support de sauvegarde. Phoenix fournit un driver JDBC pilote qui cache la complexité du stockage noSQL permettant aux utilisateurs de créer, supprimer et modifier des tables, des vues, des index et des séquences SQL; insérer et supprimer des lignes individuellement et en masse par le biais de SQL. Phoenix compile les requêtes et les autres états en natif noSQL plutôt que d'utiliser MapReduce permettant de créer des applications à d'une faible latence des applications sur des bases noSQL.

## Historique
Phoenix était initialement un projet interne de la société salesforce.com résultant du besoin d'un langage SQL bien intégré et d'un niveau supérieur. Le projet était initialement open-source sur GitHub pour devenir ensuite un projet top-level Apache le 22 mai 2014. Apache Phoenix est inclus dans la distribution Hortonworks depuis la version HDP 2.1, il est également en partie disponible chez cloudera dans Cloudera labs, et fait partie de l'écosystème Hadoop.